# Satake Yoshisato
Satake Yoshisato est un nom japonais traditionnel ; le nom de famille (ou le nom d'école), Satake, précède donc le prénom (ou le nom d'artiste).
Satake Yoshisato (佐竹 義理, 10 octobre 1858-26 avril 1914), est le 9e et dernier daimyō du domaine d'Iwasaki, aussi appelé « domaine de Nitta ») dans la province de Dewa (aujourd'hui Yuzawa dans la préfecture d'Akita).

## Biographie
Satake Yoshitsuma, le père de Satake Yoshisato, est le troisième fils de Soma Michitane, 12e daimyō du domaine de Sōma. Lorsqu'il épouse la fille de Satake Yoshitaka, 7e daimyo du domaine d'Iwasaki, il est adopté au sein du clan Satake et change son nom. Il refuse de participer aux armées des Tokugawa comme du Ōuetsu Reppan Dōmei au cours de la guerre de Boshin durant la restauration de Meiji, et est récompensé de sa neutralité par le nouveau gouvernement de Meiji par le versement de 2 000 ryo d'or. Il se retire en 1869.
Yoshisato devient daimyō en mai 1869, mais le titre de daimyō est aboli par le gouvernement Meiji le mois suivant et il est nommé gouverneur du domaine d'Iwasaki. En 1871, avec l'abolition du système han et l'intégration de l'ancien domaine d'Iwasaki dans la nouvelle préfecture d'Akita, il se retrouve sans fonction. En 1876, il étudie le droit dans l'institution prédécesseur du ministère japonais de la Justice, mais quitte l'école l'année suivante pour raison de santé. À l'occasion de l'établissement du nouveau système nobiliaire kazoku en 1884, il est fait vicomte (shishaku). Il siège alors à la Chambre des pairs à partir de 1890.
Il meurt en 1914 à l'âge de 57 ans. Sa tombe se trouve au cimetière du clan Satake dans l'arrondissement d'Itabashi à Tokyo.

## Source de la traduction
- (en) Cet article est partiellement ou en totalité issu de l’article de Wikipédia en anglais intitulé « Satake Yoshisato » (voir la liste des auteurs).